# Cobb-Douglas-productiefunctie

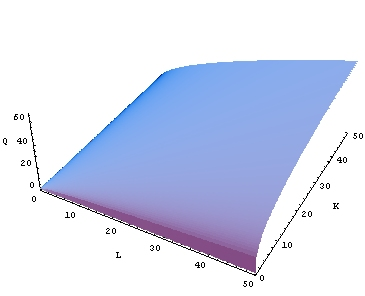
Een twee-input Cobb–Douglas productiefunctie

In de economie wordt de Cobb-Douglas-productiefunctie gebruikt om het verband tussen de productie en de aangewende hoeveelheden arbeid en kapitaal weer te geven. 
De standaard vergelijking is 
 {\displaystyle \,Y=AL^{\alpha }K^{\beta }} 
Waarbij:
- Y = productie
- L = arbeid (van het Engelse 'Labour')
- K = kapitaal
- A, α en β zijn constanten die bepaald worden door technologie.

Als α + β = 1, dan is de productiefunctie homogeen lineair en is er sprake van een 
constant schaalvoordeel (als L en K met 20% omhoog gaan dan gaat Y ook met 20% omhoog).
Wanneer α + β < 1, is er 
afnemend schaalvoordeel,
en als α + β > 1 dan is er sprake van 
toenemend schaalvoordeel.
Voor macroeconomie wordt daarom meestal geschreven:
 {\displaystyle \,O=AK^{\alpha }L^{1-\alpha }} 
De Cobb-Douglasfunctie kan ook aangepast worden om maximaal nut te vinden. 
Paul Douglas, lid van de Amerikaanse senaat namens Illinois van 1949 tot 1966, constateerde al in zijn jaren als economie-professor een opmerkelijk feit, namelijk dat de verhouding arbeid-kapitaal constant was over een lange periode, zelfs wanneer productie toenam. Daarop vroeg hij Charles Cobb, een wiskundige, een productiefunctie te maken waarbij 'input' altijd het marginale product gaf. De ratio tussen arbeid en totale productie is ook nu nog redelijk constant op 0,7 in de Verenigde Staten.

## Verwante onderwerpen
- Micro-economie
- Macro-economie
- Meso-economie
- Arbeid
- Kapitaal
- Productiefactor